# گذرنامه عربستان سعودی

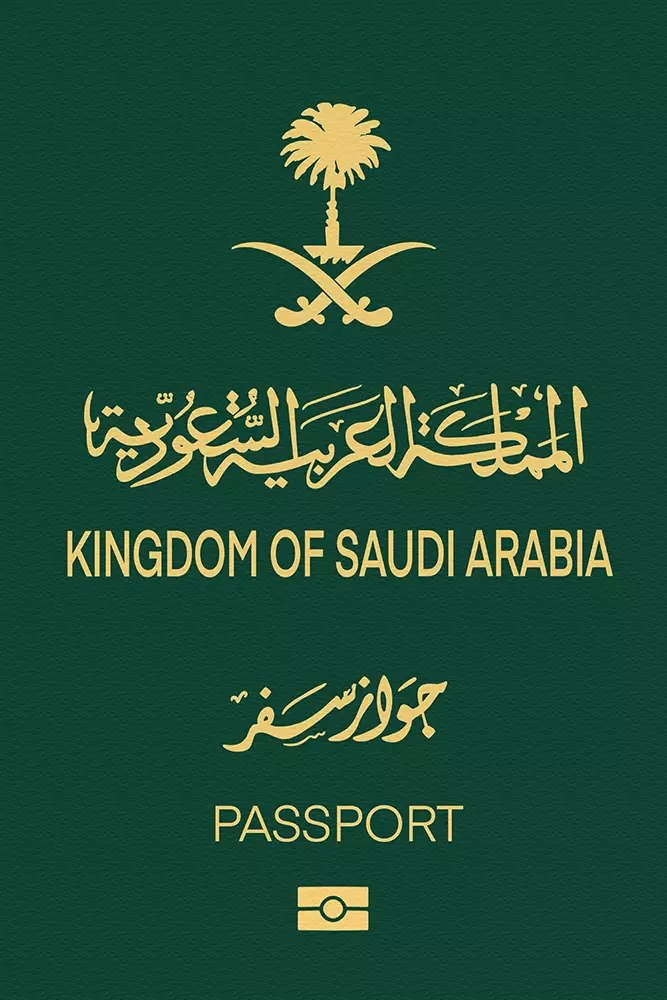
نمایی از یک‌نسخه گذرنامهٔ عربستان سعودی در سال ۲۰۲۲

گذرنامهٔ عربستان سعودی یک مدرک سفر بین‌المللی است که توسط کشور عربستان سعودی صادر می‌شود و بنا بر داده‌های سال ۲۰۲۳، دارندگان آن می‌توانستند به ۸۳ کشور دیگر بدون دریافت ویزا سفر کنند یا ویزا را در بدو ورود دریافت نمایند. این گذرنامه بر اساس رتبه‌بندی شاخص گذرنامهٔ هنلی در سال ۲۰۲۳ در رتبهٔ ۶۵ قرار داشت.